# SU-76
O SU-76 (Samokhodnaya Ustanovka 76), é um destruidor de tanques de origem soviética, utilizado durante a Segunda Guerra Mundial. Com base nos chassis do tanque T-70, sendo o segundo veículo blindado mais produzido pela União Soviética, depois do tanque T-34.

## História
O projeto do SU-76 iniciou-se em Novembro de 1942, quando o Comitê de Defesa do Estado solicitou a construção de armas autopropelidas para suporte à infantaria, armado com um canhão anti-tanque ZiS-3 76.2 mm e obus M-30 122 mm. O chassis do T-70 foi escolhido para montar o canhão ZiS-3, sendo aumentado, adicionando uma roda por lado, para facilitar a montagem do canhão. O veículo era completamente fechado e blindado.
A primeira motorização instalada nos primeiros modelos produzidos em massa do SU-76 eram inconfiáveis. Dois motores GAZ-202 automotivos foram utilizados, montados em paralelo, cada motor girando uma esteira. Era complicado para o motorista controlar dois motores simultaneamente, e fortes ondas de vibração causavam falhas nos motores e unidades de transmissão. Após 320 SU-76 terem sido produzidos, a produção em massa foi interrompida para solucionar tais problemas. Dois engenheiros chefe na fábrica da GAZ, N. A. Astrov e A. A. Lipgart, alteraram a motorização para aquela já encontrada no T-70 - os dois motores foram então montados em tandem, no lado direito do veículo. O topo blindado acima do compartimento do canhão foi removido para melhorar o acesso e manutenção para o mesmo. Esta versão modificada foi designada SU-76M, e colocada em produção em massa no início de 1943. Durante a interrupção da produção, um veículo substituto foi produzido, montando o canhão de 76.2mm em um chassis de um tanque alemão capturado. Este veículo foi designado SU76i.
Após a produção ter reiniciado, a GAZ e duas fábricas em Kirov e Mytishchi produziram 13.932 SU-76M; a maior parte do pedido, mais de 9.000 veículos foram construídos apenas pela GAZ. A produção em massa do SU-76M encerrou no segundo semestre de 1945. Em relatos atuais, os SU-76M são frequentemente referenciados em textos, rádio e TV como SU-76, com o "M" omitido, devido sua ubiquidade em comparação com o SU-76 original.[carece de fontes?]
O SU-76 foi a base para o primeiro veículo soviético com esteira antiaéreo, o ZSU-37. A produção em massa do ZSU-37 continuou após o fim da produção do SU-76M. O SU-76M foi retirado de serviço do Exército Vermelho após o fim da Segunda Guerra Mundial.

## Versões
OSU-76Modelo experimental baseado no chassis do tanque T-60.
SU-76Baseado no alongado chassis do T-70, com a motorização inferior de dois motores dos primeiros T-70's.  Poucos foram produzidos, e logo foram retirados de serviço.
SU-76MModelo de produção principal.
SU-76BEra completamente fechado e blindado. Poucos foram produzidos.
ZSU-37Canhão antiaéreo autopropelido, baseado no SU-76.
O não relatado SU-76i (1943) era baseado nos chassis alemães dos tanques Panzer III e StuG III, armado com um canhão ZiS-5 76.2 mm. Cerca de 1.200 destes eram veículos capturados, muitos em Stalingrado, foram convertidos na Fábrica No. 38 adicionando uma estrutura completamente fechada. Eles foram utilizados no início do Outuno de 1943. Foram retirados do fronte no início de 1944, e usados para treinamento até o final de 1945.
O também não relatado SU-76P (1941) foi baseado no chassis do T-26. Foi construído em Leningrado durante o cerco. Foi removido o canhão do T-26 e montado um 76 mm M1927 no deck do motor. Este foi criado devido a falta de munição de 45 mm dentro da cidade durante o cerco, de forma que alguns tanques T-26 foram adaptados com canhões de 37mm ou 76mm, dos quais havia munição em maior quantidade. Estes foram utilizados até 1944, quando o cerco foi quebrado. Foram chamados inicialmente de SU-76, até que SU-76 entrou em serviço, sendo então renomeado SU-76P ("polkovaya" - regimental).
Em 1978, o Instituto 111 da Romênia projetou um veículo de transporte blindado baseado no chassis do SU-76, equipado com o canhão do TAB-71. O veículo entrou em serviço como MLVM (em romeno:  Mașina de Luptă a Vânătorilor de Munte, significando "veículo de infantaria da vânători de munte (tropa de elite romena)").

## História em Combate

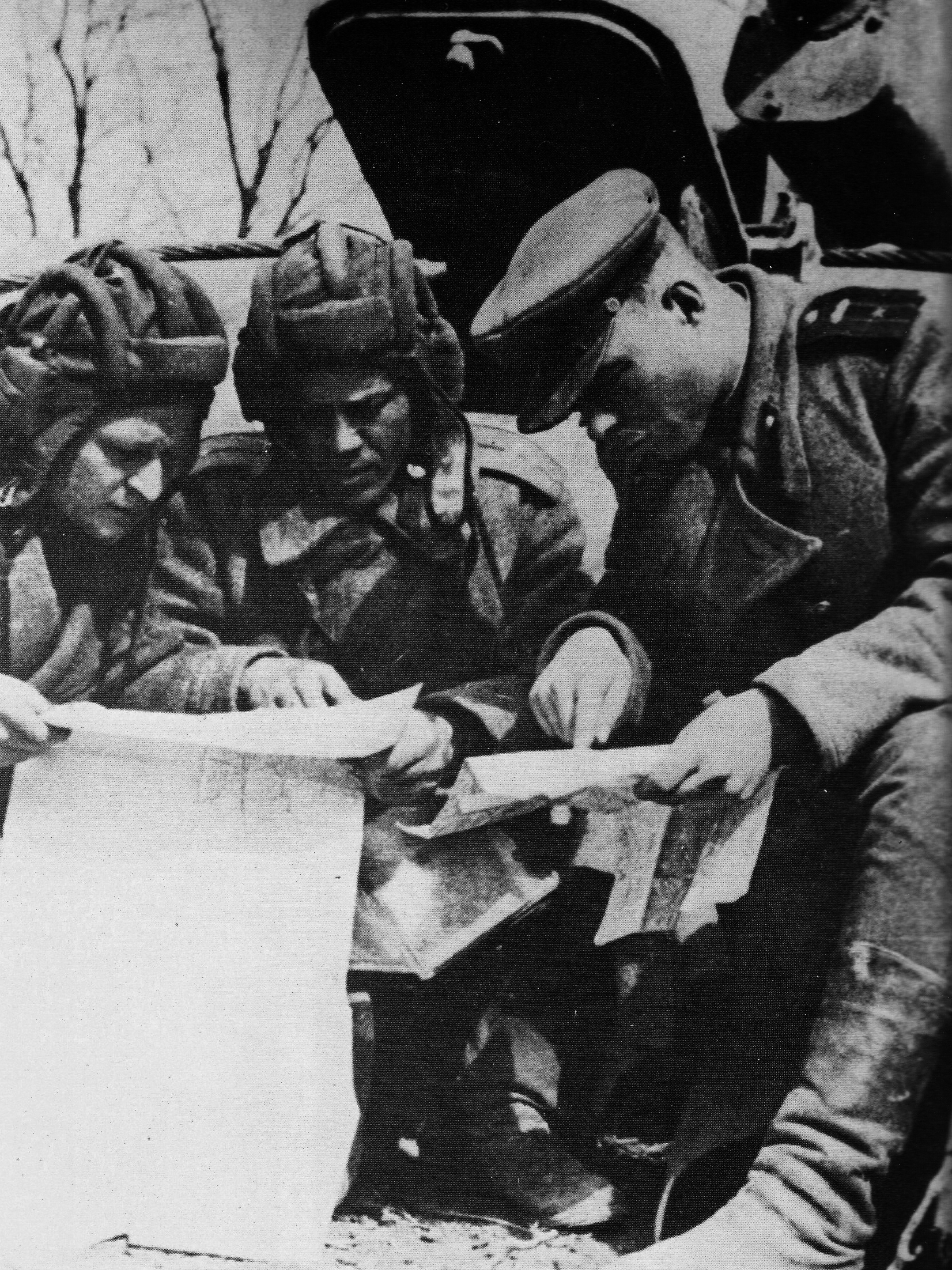
Tropas de tanque Soviéticas (Batalha de Budapeste, Outubro de 1944)

O SU-76M substituiu tanques de infantaria em suporte de batalhas próximas. Sua blindagem fina e topo aberto o fazia vulnerável a tanques anti-tanque, granadas e pequenas armas. Seu peso leve e a baixa pressão exercida no solo, garantia uma boa mobilidade.
O SU-76M combina três papéis principais em combate: arma de assalto leve, arma anti-tanque móvel e arma móvel para fogo indireto. Como arma de assalto leve, o SU-76M foi bem aceito pela infantaria Soviética (em contraste com sua própria tripulação). Tinha armas mais poderosas que qualquer tanque anterior para suporte em combates próximos e comunicação entre a infantaria e o SU-76M era simples devido o compartimento da tripulação ser aberto. Isto era extremamente útil em combate urbano, onde um bom trabalho de equipe era a chave para o sucesso. Apesar do compartimento aberto ser extremamente vulnerável, muitas vezes salvava a vida dos tripulantes ao ser atingido por uma Panzerfaust, o qual se fosse em veículo totalmente fechado significaria morte pela explosão.[carece de fontes?]
O SU-76M era eficiente contra tanques alemães leves ou médios. Podia também acertar o tanque Panther com um tiro flanqueado, mas a arma ZiS-3 não era eficiente contra o Panzerkampfwagen VI Tiger. Os manuais soviéticos para o SU-76M instruíam o atirador mirar nas esteiras ou no cano da arma quando enfrentava Tigers. Para melhorar o ataque anti-blindagem do SU-76M, munições "rígidas compostas perfurantes de blindagem (armour-piercing composite rigid (APCR)) e ocas foram introduzidas. Isto deu ao SU-76M uma melhor chance contra veículos alemães pesados. Um baixo perfil e boa mobilidade eram outras vantagens do SU-76M. Isto era ideal para organizar emboscadas ou ataques por trás em combate próximo, onde a arma ZiS-3 era suficiente contra a maior parte dos tanques alemães.
A elevação máxima do ângulo da ZiS-3 era a maior de todos os autopropelidos soviéticos. A distância máxima de alvo para tiro indireto era próxima a 17 km. Os SU-76Ms eram usados por vezes como veículos de artilharia leve (como o alemão Wespe) para bombardeios e suporte de tiro indireto. Entretanto, na maior parte dos casos, o poder de fogo das munições de 76.2 mm não era suficiente.
O SU-76M foi o único veículo soviético apto a operar em pântano, com suporte mínimo de engenheiros. Durante a Operação Bagration em 1944 foi extremamente útil para organizar ataques surpresa através de pântanos; passando por trás das defesas pesadas alemãs em terra firme. Normalmente, apenas infantaria leve poderia passar por grandes áreas lodosas. Com o auxílio do SU-76M, os soldados e engenheiros soviéticos poderiam então efetivamente destruir os pontos fortes do inimigo e continuar a avançar.

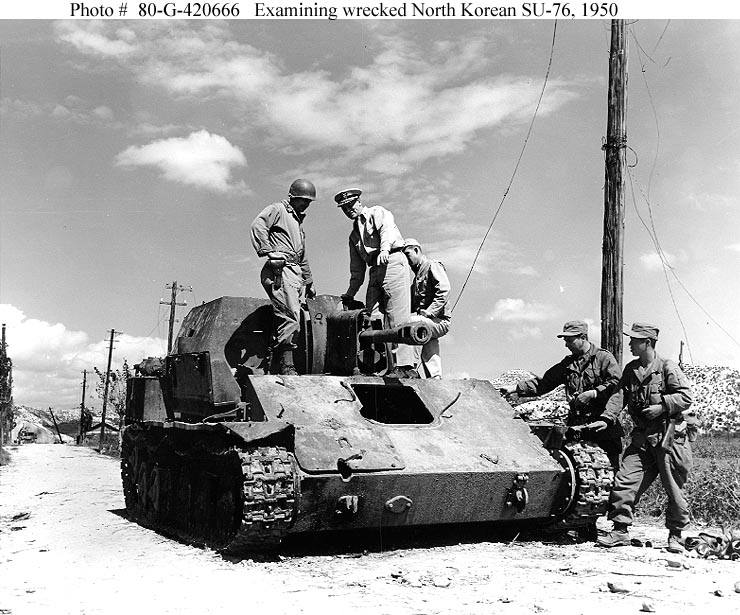
SU-76 destruído na Coreia, 1950

O SU-76M tinha um grande número de tipos de munição possíveis. Estas incluíam penetrantes em blindagem (normalmente com um nariz balístico e subcalibre de alta velocidade), projéteis ocos, altamente explosivos, de fragmentação, estilhaçantes e incendiários. Isto fez o SU-76M um veículo leve multi-propósito excelente.
Um tripulante famoso foi Rem Nikolaevich Ulanov. Em sua juventude foi um mecânico-motorista e mais tarde comandante de um SU-76. Ele e alguns outros soldados chamavam seu SU-76 de Columbina, homenageando uma personagem da Renascença Italiana, Commedia dell'arte.
Após a Segunda Guerra Mundial, o SU-76 foi utilizado por forças comunistas na Guerra da Coreia. Um pequeno número de SU-76M foram capturados e usados pelo sul após chegar em Incheon.

## Operadores
- Afeganistão
- Albânia
- China
- Cuba
- Polônia
- Alemanha Nazista
- Coreia do Norte
- Vietnã
- Romênia
- Coreia do Sul — capturado da Coreia do Norte durante a Guerra da Coreia
- União Soviética

## Tanques em Exibição
Devido ao grande número de veículos produzidos, muitos SU-76Ms sobreviveram aos anos pós-guerras e os principais museus militares russos possuem SU-76M em exibição. Eles também podem ser encontrados nos monumentos ou memoriais da frente oriental em diversas cidades da Rússia, Bielorrússia e Ucrânia.

### Em Museus
- Polônia

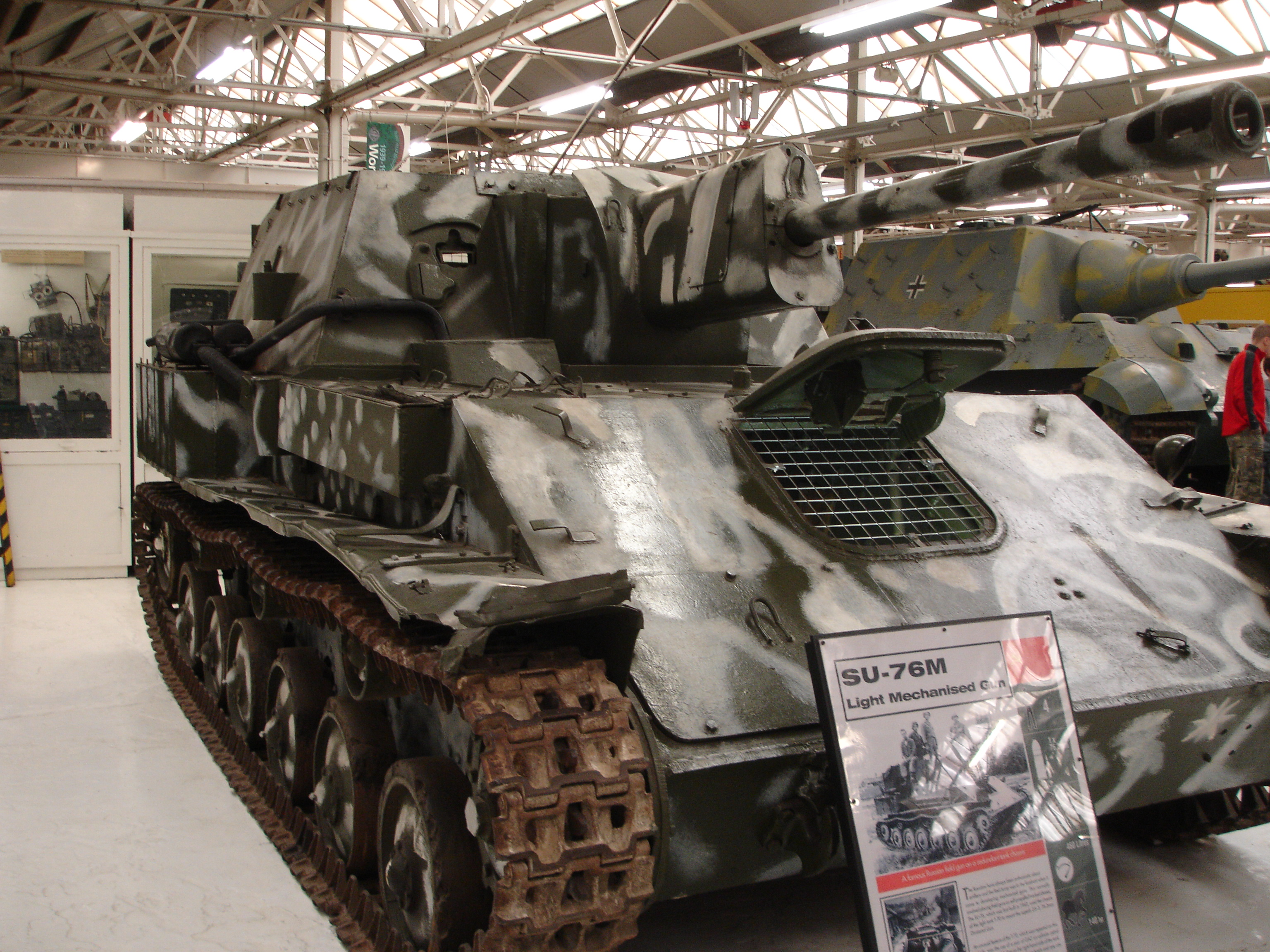
SU-76M soviético no Museu de Tanque de Bovington, Dorset.

  - Museu das Forças Armadas em Kołobrzeg - Su-76
  - Museu de Armas Blindadas em Poznań - Su-76M
  - Museu do Exército Polonês em Varsóvia
    - exibido na frente do prédio principal - Su-76 número tático 203, número de série 403062
    - Museu da Tecnologia Militar Polonesa -  Su-76 número tático 207
- Romênia
  - Museu Militar Nacional, em Bucareste
- Reino Unido
  - The Tank Museum em Bovington - Su 76M capturado da Coreia do Norte em 1950[5]

## Ligações Externas
- Axis History Factbook
- Série SU-76 e SU-76i no site Battlefield.ru
- LemaireSoft
- OnWar
- Veículos da Segunda Guerra Mundial